# Estadi Olímpic Pascual Guerrero
L'Estadi Olimpico Pascual Guerrero és un estadi multi usos de la ciutat de Cali, Colòmbia.
Té una capacitat per a 37.000 espectadors. A més del futbol, l'estadi és utilitzat per la pràctica de l'atletisme i el rugbi. És la seu dels clubs América de Cali, Atlético Cali i Boca Juniors de Cali i fou la seu del Deportivo Cali fins 2015 (quan passà a jugar a l'Estadi Deportivo Cali.
L'any 1935, el poeta Pascual Guerrero va demanar al govern del Departament de Valle del Cauca la construcció d'un estadi als terrenys que oferia. El 20 de juliol de 1937 es van acabar les obres i es va inaugurar l'equipament amb el nom d'Estadi Departamental. El president Alfonso López Pumarejo va ser present quan es va inaugurar l'estadi amb un torneig quadrangular entre els països d'Argentina, Cuba, Mèxic i Colòmbia. La inauguració de l'estadi va coincidir amb les celebracions del quart centenari de la fundació de Cali. Posteriorment, el 4 de novembre de 1957, el govern de la Vall del Cauca va cedir a la Universidad del Valle els terrenys que integren tot el complex esportiu, donació ratificada pel Ministeri de Governació.
El 1954 l'estadi va acollir la setena edició dels Jocs Nacionals de Colòmbia. Va ser remodelat i amplia, amb piscines olímpiques i rebatejat com a Complex Esportiu San Fernando. Altres competicions disputades a l'estadi han estat els Jocs Panamericans de 1971, els Jocs de l'Oceà Pacífic de 1995 i la Copa Amèrica 2001.

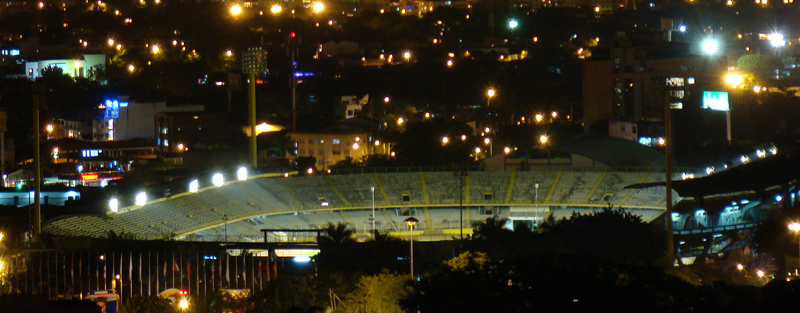
Estadi Pascual Guerrero abans de la remodelació del 2011.